# Santo-Pietro-di-Tenda
Santo-Pietro-di-Tenda är en kommun i departementet Haute-Corse på ön Korsika i Frankrike. Kommunen ligger i kantonen Le Haut-Nebbio som tillhör arrondissementet Bastia. År 2022 hade Santo-Pietro-di-Tenda 339 invånare.

## Befolkningsutveckling
Antalet invånare i kommunen Santo-Pietro-di-Tenda
Referens:INSEE